# Усть-Сосновское сельское поселение
Усть-Сосно́вское се́льское поселе́ние — муниципальное образование в Топкинском районе Кемеровской области. Административный центр — село Усть-Сосново.

## История
Усть-Сосновское сельское поселение образовано 17 декабря 2004 года в соответствии с Законом Кемеровской области № 104-ОЗ.

## Население
| 2010  | 2011  | 2012  | 2013  | 2014  | 2015  | 2016  |
| ----- | ----- | ----- | ----- | ----- | ----- | ----- |
| 1183  | ↘1182 | ↘1172 | ↗1179 | ↗1193 | ↘1182 | ↘1156 |
| 2017  | 2018  | 2019  |       |       |       |       |
| ↘1150 | ↘1125 | ↘1091 |       |       |       |       |

## Состав сельского поселения
| № | Населённый пункт | Тип населённого пункта       | Население |
| - | ---------------- | ---------------------------- | --------- |
| 1 | Бархатово        | деревня                      | 247       |
| 2 | Кокуй            | деревня                      | 72        |
| 3 | Левососновский   | посёлок                      | 174       |
| 4 | Романовский      | посёлок                      | 118       |
| 5 | Усть-Сосново     | село, административный центр | 572       |